# سيلفانوس مورلي
سيلفانوس غريسوولد مورلي (بالإنجليزية: Sylvanus Morley)‏ (7 يونيو 1883 -2 سبتمبر 1948)، عالم آثار ونقوش وخبير في حضارة المايا، وأمريكي ساهم بشكل كبير في دراسة حضارة المايا في الفترة ما قبل الكولومبية في أوائل القرن العشرين.
قام مورلي بحفريات واسعة النطاق لموقع المايا في تشيتشين إيتزا، ونشر عدة أبحاث عن الكتابة الهيروغليفية الخاصة بحضارة المايا.
كان مورلي في نظر معاصريه أحد أبرز علماء الآثار في أمريكا الوسطى، ورغم إعادة تقييم وتصحيح نظرياته وأعماله، لا يزال يُستشهد بمنشوراته، وخصوصًا المتعلقة بنقوش التقويم.
وقد تجسّس في المكسيك لصالح الولايات المتحدة خلال الحرب العالمية الأولى، ولكن لم يُكشف ذلك إلا بعد موته بوقت طويل، فقد وفر عمله الميداني في المكسيك وأمريكا الوسطى غطاءً مناسبًا للتحقيق في الأنشطة الألمانية، والأنشطة المعادية لأمريكا.

## النشأة وتعليمه والرحلات الأولى
وُلد مورلي في تشستر، بنسلفانيا، وهو الابن الأكبر بين ستة أولاد، كان والده العقيد بنجامين مورلي نائب العميد، وأستاذ الكيمياء، والرياضيات في كلية بنسلفانيا العسكرية، كما كانت أمه سارة على صلة بالكلية فقد عمل أبوها أستاذًا للّغات المعاصرة فيها. 
انتقلت عائلته إلى كولورادو عندما كان في العاشرة من عمره، وأكمل تعليمه الثانوي في بوينا ڤيستا وكولورادو سبرينڠز، وخلال دراسته اللاحقة في كولورادو، اهتم مورلي بعلم الآثار، وخاصة علم الآثار المصرية، إلا أن والده لم يدعم طموحاته، بحجّة أن فرص العمل في علم الآثار محدودة، وشجعه على دراسة الهندسة بدلًا من ذلك، من ثم التحق سيلفانوس بكلية الهندسة المدنية في جامعة سيلفانور العسكرية، وتخرج في عام 1904.
ومع ذلك التحق بعد تخرجه بجامعة هارفرد سعيًا للحصول على شهادة جامعية في علم الآثار.
كانت رحلته الميدانية الأولى إلى المكسيك ويوكاتان في يناير عام 1907، حيث استكشف عدة مواقع للمايا، بما فيها اكانسيه، كستوتشي، لابنا، كابا، اوكسمال، زايل، كيويك، ومايابان، وأمضى عدة أسابيع في تشيتشين ايتسا كضيف لدى إدوارد تومسون، حيث ساعد في عمليات التجريف في ساغرادو سِنوت، وفي رحلة العودة إلى الولايات المتحدة، حمل معه تحفًا مأخوذة من «سينوت» وأودعها في متحف بيبودي في جامعة هارفارد.

## مؤسسة كارنيجي واقتراح تشيتشن إيتزا
بناءً على دعوة من عضو اللجنة التنفيذية وليام باركلي بارسونز، أعلنت مؤسسة كارنيجي في عام 1912 أنها سوف تمول قسمًا للأنثروبولوجيا، وقُدمت ثلاثة مقترحات، بما في ذلك مقترح من مورلي لاستكشاف وحفر تشيتشين إيتزا. وافقت المؤسسة على اقتراح مورلي في ديسمبر 1913، ولكن لم يبدأ عمل الحفريات في تشيتشين إيتزا حتى 1923. وبينما كان مشروع تشيتشين ايتزا معلقًا، نشر أول أعماله «مقدمة لدراسة لغة المايا الهيروغليفية» في عام 1915.

## أعماله التجسسية
جمع مورلي خلال الحرب العالمية الأولى معلومات استخباراتية عن تحركات العملاء الألمان في المنطقة، وقدم تقارير عنها تحت غطاء إجرائه بحوثًا علمية، وتلخصت مهمته في البحث عن أدلة على وجود تحريضات مؤيدة لألمانيا، ومعادية للولايات المتحدة في منطقة المكسيك وأمريكا الوسطى.
قدّم مورلي خلال عمله أكثر من 10000 تقرير حول العديد من القضايا في المنطقة، بما في ذلك رسمًا تفصيليًا للسواحل، وتحديد المواقف السياسية والاجتماعية التي يمكن اعتبارها تهديدًا للمصالح الأميركية، وبعض التقارير كانت ذات طبيعة اقتصادية، إذ تضمنت تفاصيل أنشطة المنافسين المحليين، وخصوم الشركات الأمريكية الكبرى الموجودة في المنطقة.
قيل عن مورلي إنه أفضل عميل سري للولايات المتحدة خلال الحرب العالمية الأولى، وبعد وقت قصير من الحرب كان لدى البعض شكوك بأنه كان عميلًا مزدوجًا.

## العمل الميداني في المكسيك وأمريكا الوسطى
كرّس مورلي وقته خلال معظم العقدين التاليين للعمل في منطقة المايا، وأشرف على الحفريات الأثرية ومشاريع الترميم، والعودة إلى الولايات المتحدة من أجل إلقاء سلسلة من المحاضرات حول اكتشافاته، وكان له دور في توسيع مجال العمل الميداني الذي ترعاه مؤسسة كارنيجي، وخلال هذا الوقت أسّس سمعة جيدة عند شعب اليوكاتيك مايا في منطقة ميريدا، ووثقوا به، وكانوا عندها لا يزالون يعانون من النهب الذي كان يحدث خلال حرب كاست في يوكاتين ضد حكومة المكسيك، ومثّلهم في العديد من الأمور على مر السنين، وكان حريصًا بنفس الوقت على عدم إغضاب حكومَتي المكسيك والولايات المتحدة.
تدهورت صحته خلال سنوات عمله في أدغال أمريكا الوسطى، فقد عانى من نوبات ملاريا متكررة، ونُقل إلى المشفى أكثر من مرة بعد إصابته بالتهاب كولون، وفي العام التالي بسبب إصابته بالزحار الأميبي، وفي ثلاثينيات القرن العشرين عانى من مشاكل قلبية لازمته حتى وفاته، وبالرغم من كل ذلك ثابر على عمله بحماس واضح.
أثناء عمله نشر مورلي عدّة أبحاث وأطروحات حول الكتابات الهيروغليفية لحضارة المايا، منها دراسة استقصائية للنقوش في كوبان (1920)، ودراسة أكبر (أكثر من 2000 صفحة في خمسة مجلدات) تشمل معلومات عن العديد من المواقع التي عمل فيها في منطقة بيتين (1932-1938).

### الحفريات في تشيتشن إيتزا
تقع مدينة تشيتشن إيتزا على بعد 120 كيلومترًا (73 ميلًا) جنوب شرق ميريدا، على السهول الداخلية لشمال وسط يوكاتان، وعندما غزا الإسبان يوكاتان حاولوا إنشاء عاصمة فيها لكن المايا طردوهم من المنطقة بعد عدة أشهر.

### بدء مشروع كارنيجي
بحلول عام 1922، استقر الوضع السياسي المضطرب في المكسيك إلى حد ما، ما مهد الطريق لبدء العمل في مشروع تشيتشن إيتزا التابع لمؤسسة كارنيجي، وزار مورلي ورئيس مؤسسة كارنيجي تشارلز ميريام تشيتشن إيتزا في فبراير عام 1923، وبدؤوا عمليات التنقيب في عام 1924.

### الاكتشافات الرئيسية
اكتشف مورلي وفريقه صفًا من الأعمدة، وكان ذلك مثيرًا للدهشة لأن وجود الأعمدة لم يكن أمرًا بارزًا في الهندسة المعمارية الكلاسيكية لشعوب المايا القديمة، وعلى مدى المواسم القليلة المقبلة وسّع الفريق حفرياته، واكتشف هياكل أخرى مثل معبد جاغورا، ومعبد المحاربين، وفي عام 1927 اكتشف هيكلًا أقدم من معبد المحاربين، ويقع تحته، وأطلقوا عليه اسم معبد تشاكول.

### الانتهاء من المشروع وسنواته الأخيرة
بعد حوالي عشرين عامًا، انتهى مشروع تشيتشين إيتزا التابع لمؤسسة كارنيجي عام 1940، ومنذ ذلك الحين بدأ مورلي بقضاء المزيد من الوقت في سانتا فيه في نيومكسيكو؛ حيث كان يقضي نصف سنة هناك من كل عام بدءًا من عام 1910.
عُيّن مديرًا لكلية البحوث الأمريكية، ومتحف نيومكسيكو، وبدأ عندها العمل على أحد أكثر أعماله نجاحًا وهو كتاب عن حضارة المايا القديمة، والذي نُقّح بعد وفاته، وأعيدت طباعته عدّة مرات، لكن منذ الثمانينيات لم يعد اسم مورلي بين قائمة المؤلفين.
توفي مورلي في سانتا في 2 سبتمبر 1948، عن عمر يناهز 65 عامًا، أي بعد عامين من نشر منشوره المايا القديمة، ودُفن في مقبرة فيرفيو سانتا.

### تأثيراته على العلماء الآخرين
حظي العديد من علماء الآثار وعلماء المايا بفرصهم البحثية الأولى تحت وصاية مورلي في مشاريع كارنيجي المختلفة، وأبرزهم ج. إريك س. تومبسون وتاتيانا بروسكورياكوف.

### آراؤه حول مجتمع المايا القديم
أكد مورلي على أن مجتمع المايا القديم كان بالأساس حكومة دينية موحدة تقوم بشكل أساسي على الملاحظات الفلكية، والزمن، عُدّلت هذه الأفكار بشكل كبير لاحقًا.
اقترح أيضًا أن حضارة المايا القديمة كانت الأولى في أمريكا الوسطى في تدجين الذرة، وقد أظهرت الدراسات الوراثية الحديثة أن مورلي كان على صواب إلى حد كبير في ذلك، وكان يرى أن حضارة المايا القديمة كانت هي الحضارة البارزة في أمريكا الوسطى والتي استمدت منها الثقافات الأخرى تأثيرها.

### كتاباته عن المايا
اهتم مورلي بالطبيعة الغامضة لنصوص المايا، وبحسب كتاباته في عام 1940 يشكل الزمن بمظاهره المختلفة موضوع غالبية كتابات المايا، وبأنه يشك بوجود أسماء في النصوص، فقد افترض أن نظام كتابات المايا تعتمد بشكل أساسي على المبادئ التصويرية.
كان شغف مورلي هو دراسة تقويم المايا، والنقوش ذات الصلة، وقدم معارض مفيدة صمدت أمام التدقيق لاحقًا، فقد كان يهتم بنشر وشرح طريقة عمل الأنظمة المختلفة للزمن عندهم، وكان بارعًا بشكل خاص في استعادة تواريخ التقويم من النقوش البالية التي عالج اللون فيها بتعريضها للهواء، ونظرًا لإلمامه الكبير بالأساليب الرمزية المختلفة، فقد كان يغفل، أو حتى يهمل توثيق الجوانب الأخرى.

### علم الآثار
كمدير لمشاريع التنقيب الأثري، حظي سيلفانوس مورلي بالتقدير والاحترام من قبل زملائه وأصحاب العمل في مجلس مؤسسة كارنيجي.

## أعماله الكبرى
تشمل منشورات مورلي:
- مقدمة لدراسة لغة المايا الهيروغليفية لعام 1915
- نقوش كوبان لعام 1920
- نقوش بيتين (5 مجلدات) لعام 1938
- المايا القديمة لعام 1946 (الطبعة الثالثة المنقحة صدرت في عام 1956 من قبل ج. و. برينرد).